# کریس ایوانز
کریستوفر رابرت ایوانز (انگلیسی: Christopher Robert Evans؛ زادهٔ ۱۳ ژوئن ۱۹۸۱) بازیگر آمریکایی است. او کارش را با نقش‌هایی در مجموعه‌های تلویزیونی مانند جنس مخالف در ۲۰۰۰ آغاز کرد. به‌دنبال حضور در چند فیلم نوجوانانه شامل نه یه فیلم نوجوانی دیگه (۲۰۰۱)، او برای به تصویر کشیدن شخصیت مارول کامیکس، یعنی مشعل انسانی در چهار شگفت‌انگیز (۲۰۰۵) و چهار شگفت‌انگیز: قیام موج‌سوار نقره‌ای (۲۰۰۷) نگاه عموم را به خود جلب کرد. ایوانز در اقتباس‌های سینمایی از کامیک بوک‌ها حضور بیشتری داشت: لاک‌پشت‌های نینجا (۲۰۰۷)، اسکات پیلگریم در برابر دنیا (۲۰۱۰) و برف‌شکن (۲۰۱۳).
ایوانز با بازی در نقش کاپیتان آمریکا در فیلم‌های مختلف دنیای سینمایی مارول، از کاپیتان آمریکا: نخستین انتقام‌جو (۲۰۱۱) تا انتقام‌جویان: پایان بازی (۲۰۱۹)، به شهرت بیشتری رسید. حضور او در مجموعهٔ مارول باعث شد که به یکی از پول‌سازترین بازیگرها در جهان بدل شود. در کنار نقش‌های کامیک بوکی، ایوانز در درام با استعداد (۲۰۱۷)، فیلم معمایی چاقوکشی (۲۰۱۹)، مینی‌سریال تلویزیونی دفاع از جیکوب (۲۰۲۰) و فیلم اکشن مرد خاکستری (۲۰۲۲) نقش اصلی را ایفا کرد.
او کارگردانی را در سال ۲۰۱۴ با درام عاشقانهٔ پیش از آنکه برویم تجربه کرد که خودش نیز آن را تهیه‌کنندگی و در آن ایفای نقش داشته‌است. ایوانز نقش‌آفرینی در تئاتر برادوی را در سال ۲۰۱۸ با بازآفرینی نمایش‌نامهٔ قهرمان لابی نوشتهٔ کنت لونرگان تجربه کرد که باعث شد نامزد دریافت جایزهٔ دراما لیگ شود.

## اوایل زندگی
کریستوفر رابرت ایوانز به تاریخ ۱۳ ژوئن ۱۹۸۱در بوستون، ماساچوست به دنیا آمد و دوره‌های رشد خود را در شهرک مجاور سدبری سپری کرد. مادرش، لیزا (پیش از ازدواج: کپوانو) یک کارگردان هنری در تئاتر جوانان کنکورد است، و پدرش، باب یک دندانپزشک است. ایوانز اصل و نسب ایتالیایی و ایرلندی دارد. والدین او در سال ۱۹۹۹ طلاق گرفتند.
ایوانز دو خواهر به نام‌های کارلی و شانا و یک برادر به نام اسکات ایوانز دارد که او نیز بازیگر است. او و خواهران و برادرش در مذهب کاتولیک بزرگ شدند. دایی آن‌ها، مایک کپوانو، نمایندهٔ حوزه انتخابیه هشتم ماساچوست بود. او از کودکی از تئاتر موزیکال لذت می‌برد و در اردوی بازیگری شرکت می‌کرد. او در نمایش موزیکال خداحافظ مرغک، نقش راندولف مک‌آفی را ایفا کرد. او و خواهران و برادرش نیز در هنگام کریسمس در حضور اقوام اجرا می‌کردند؛ ایوانز بر روی صحنه بودن را «احساسی مانند خانه» یادآوری کرد.
پیش از آغاز سال آخر دبیرستان، ایوانز تابستان را در شهر نیویورک گذراند و در موسسه تئاتر و فیلم لی استراسبرگ دوره دید. ایوانز در دبیرستان منطقه‌ای لینکلن-سودبوری فارغ‌التحصیل شد.

## حرفه

### ۱۹۹۷–۲۰۰۴: نقش‌های آغازین
نخستین حضور رسمی و معتبر ایوانز در یک فیلم آموزشی کوتاه با عنوان تنوع زیستی: علاقه‌مندِ زندگی در سال ۱۹۹۷ بود. در سال ۱۹۹۹، ایوانز مدل «تایلر» در بازی تخته‌ای تاریخ معماآمیز از هسبرو بود. نسخهٔ ویژهٔ این بازی شامل یک تلفن الکترونیکی بود که که ایوانز در حال صحبت کردن در جعبهٔ بازی نمایش داده شده‌است.
در سپتامبر ۲۰۰۰، او به لس آنجلس نقل مکان کرد و در آپارتمان‌های اوک وود در دریاچهٔ تولوکا زندگی می‌کرد. در آنجا مجتمعی بود که در آن با بازیگران جوان دیگر دیدار کرد. وقتی او از تجربهٔ خود در این مدت یادآوری کرد، او گفت، «شما با بسیاری از افراد مشتاق ارتباطات عجیبی برقرار می‌کنید، اما شما نیز به نوعی یکی از مشتاقان هستید. اوقات خوشی بود. واقعاً همین‌طور بود. این مانند کمیتهٔ خوش‌برخورد لس آنجلس بود». در همان سال، ایوانز نخستین ایفای نقش تلویزیونی خود را در یک فیلم تلویزیونی با عنوان تازه‌واردان انجام داد؛ این فیلم یک درام خانوادگی بود که در آن او نقش پسری به نام جود را ایفا می‌کند که عاشق دختری (با بازی کیت باسورث) می‌شود. ایوانز همچنین در مجموعهٔ تلویزیونی جنس مخالف که به مدت هشت قسمت به طول انجامید، نقش اصلی را داشت. پس از آن، ایوانز در قسمتی از فراری (مجموعه تلویزیونی ۲۰۰۱) به نام «گناه» ایفای نقش کرد.
در سال ۲۰۰۱، او در نه یه فیلم نوجوانی دیگه، یک فیلم نقیضه در رابطه با فیلم نوجوان، نقش یک فوتبالیست دبیرستانی را ایفا کرد. این فیلم به‌طور عمده نقدهای منفی دریافت کرد، اما ۳۸ میلیون دلار در داخل و ۲۸ میلیون دلار در خارج از کشور فروش داشته‌است؛ این فیلم در سراسر جهان بیش از ۶۶ میلیون دلار فروش داشته‌است.
در سال ۲۰۰۴، او در بالاترین نمره نقش اصلی را داشت؛ داستان این فیلم کمدی نوجوانانه دربارهٔ گروهی از دانش آموزان است که برای سرقت پاسخ‌های آزمون اس‌ای‌تی وارد دفتر کار می‌شوند. این فیلم مورد انتقاد قرار گرفته شده؛ متیو لیلند از بی‌بی‌سی عقیده داشت که عملکرد ایوانز «بی‌مزه» بود و بازیگران «جاذبهٔ کمی» داشتند. همچنین در آن سال، او در مهیج اکشن موبایل با جیسون استاتهام، کیم بیسینگر و ویلیام اچ میسی هم‌بازی شد. ایوانز نقش دانشجوی دانشگاه رایان را ایفای می‌کند که باید یک زن ربوده شده (بیسینگر) را پس از دریافت تصادفی تماس تلفنی از او نجات دهد. اگرچه این فیلم بازخورد متفاوتی دریافت کرد، مجله اسلنت در نقد خود گفت که «ایوانز خود را به عنوان فردی برجسته کاریزماتیک به اثبات می‌رساند». ایوانز در مصاحبه ای گذشته‌نگر گفت که برخی از فیلم‌های اولیه او «واقعاً وحشتناک» بودند.

### ۲۰۰۵–۲۰۱۰: پیشرفت
در سال ۲۰۰۵، ایوانز در درام مستقل مردم خشمگین، اقتباسی از رمان به همین نام نوشتهٔ دیرک ویتنبورن در سال ۲۰۰۲ ایفای نقش کرد. او همچنین در درام عاشقانهٔ لندن (۲۰۰۵) بازی کرد که در آن نقش یک مصرف‌کنندهٔ مواد مخدر با مشکلات رابطه‌ای را ایفا می‌کند. لندن از سوی منتقدان با نقدهای منفی روبه‌رو شد؛ ورایتی آن را «زننده» توصیف کرد و عقیده داشت شخصیت ایوانز از همه بدتر است. راجر ایبرت، منتقد سینما، این فیلم را یک چیز «چرند» خواند.
او برای نخستین نقش خود در کتاب‌های کمیک، نقش ابرقهرمان جانی استورم / مشعل انسانی را در چهار شگفت‌انگیز (۲۰۰۵)، بر پایهٔ کمیک مارول به همین نام را ایفا کرد. پس از انتشار، فیلم علی‌رغم پذیرش چشمگیر، از نظر تجاری نیز موفقیت‌آمیز بود. جو لیدون از ورایتی در نقد و بررسی مختصر خود، بازیگران را به خاطر کوشش‌هایشان ستایش کرد و عقیده داشت که ایوانز «یک نقش‌آفرینی جذاب کاریزماتیک» را ارائه داده‌است. دو سال بعد، او دوباره نقش جانی استورم / مشعل انسانی را در دنبالهٔ چهار شگفت‌انگیز: قیام موج‌سوار نقره‌ای (۲۰۰۷) را ایفا کرد. راب سالم از تورنتو استار عقیده داشت این فیلم «پیشرفت قابل‌توجهی» نسبت به فیلم نخست است و از نظر  منتقد شیکاگو ریدر، بازیگران «به اندازه کافی سرگرم‌کننده» هستند تا بتوانند دنباله را ادامه دهند. در سال ۲۰۱۶، ایوانز با فکر کردن در تجربهٔ خود از فیلم‌های چهار شگفت‌انگیز، گفت که با آن‌ها بودن «کمی ناخوشایند است – چون فیلم‌ها دقیقاً همان‌طور که تصور می‌کردم نبودند».
او صداپیشگی شخصیت کیسی جونز را در پویانمایی تی‌ام‌ان‌تی (۲۰۰۷) بر پایهٔ مجموعهٔ کتاب‌های کمیک لاک‌پشت‌های نینجا بر عهده داشت. این فیلم توسط برادران وارنر پیکچرز و واینستین کمپانی منتشر شد و با نقدهای متفاوتی از سوی منتقدان همراه بود، اما با موفقیت تجاری همراه بود و توانست بیش از ۹۵ میلیون نسخه در جهان به فروش برساند. سپس در تریلر علمی تخیلی آفتاب (۲۰۰۷) ساختهٔ دنی بویل در مورد گروهی از فضانوردان در یک مأموریت خطرناک برای احیای دوباره خورشید در حال مرگ ایفای نقش کرد. نقدهای این فیلم به‌طور کلی مطلوب بود؛ راجر ابرت نوشت «رضایت‌بخش است… آن‌ها تقریباً همه نقش یک فضانورد / دانشمند حرفه‌ای را بازی می‌کنند و نه قهرمانان فیلم‌های اکشن». او همچنین در درام کمدی خاطرات پرستار بچه (۲۰۰۷)، که در آن نقش دلبستگی عشقی به شخصیت اسکارلت جوهانسون را ایفا می‌کند، نقش داشت. آخرین اکران او در سال ۲۰۰۷ برای نبرد برای ترا بود، یکی دیگر از پویانمایی‌های علمی تخیلی، در مورد یک سیاره بیگانه صلح‌آمیز که با استعمار توسط سایر آوارگان نسل بشر روبه‌رو است. نمایش فیلم نخستین بار در جشنوارهٔ بین‌المللی فیلم تورنتو ۲۰۰۷ بود و پس از آن نمایش سینمایی گسترده‌تری در سال ۲۰۰۹ داشت. استقبال انتقادی تا حد زیادی متفاوت بود؛ نبرد برای ترا از سوی بازبینی جمعی وبگاه راتن تومیتوز، بر اساس نظر ۹۵ منتقد امتیاز ۴۹٪ را دریافت کرد.
در سال ۲۰۰۸، ایوانز در نقش کارآگاه پل دیسکانت در فیلم ترسناک سلاطین خیابان با دیگر بازیگران، کیانو ریوز، فارست ویتاکر و هیو لوری هم‌بازی شد. او سپس برای نقش‌آفرینی در گم شدن الماس اشک با ایفای نقش برایس دالاس هاوارد و الن برستین انتخاب شد. این یک درام عاشقانه است که بر پایهٔ نمایش‌نامهٔ نوشتهٔ تنسی ویلیامز در سال ۱۹۵۷ ساخته شده‌است. این فیلم نقدهای منفی دریافت کرد و منتقد ویلج ویس نقش‌آفرینی ایوانز را «کاتاتونیک» خواند. سال بعد او در تریلر علمی تخیلی فشار با داکوتا فانینگ و کمیلا بل هم‌بازی شد. این فیلم دربارهٔ گروهی از افراد است که با توانایی‌های مختلف دورجنبی زاده شده‌اند و متحد می‌شوند تا یک آژانس مخفی که در حال تبدیل ژنتیکی شهروندان عادی به ارتشی از سربازان فوق‌العاده است را تغییر دهند. فیلم‌برداری اصلی در هنگ کنگ بود و در آن‌جا ایوانز از انجام سکانس‌های مبارزهٔ خود دچار کبودی شد. بازخوردهای فیلم به‌طور کلی منفی بود. کلودیا پویگ از یواس‌ای تودی آن را «مزخرف» و «درهم پیچیده» توصیف کرد، در همین حین میک لاسال از سان فرانسیسکو کرونیکل از این داستان که «هیچ معنی ندارد» انتقاد کرد و پیش‌بینی کرد که ایوانز «یکی از این روزها قصد دارد یک فیلم خوب بسازد».

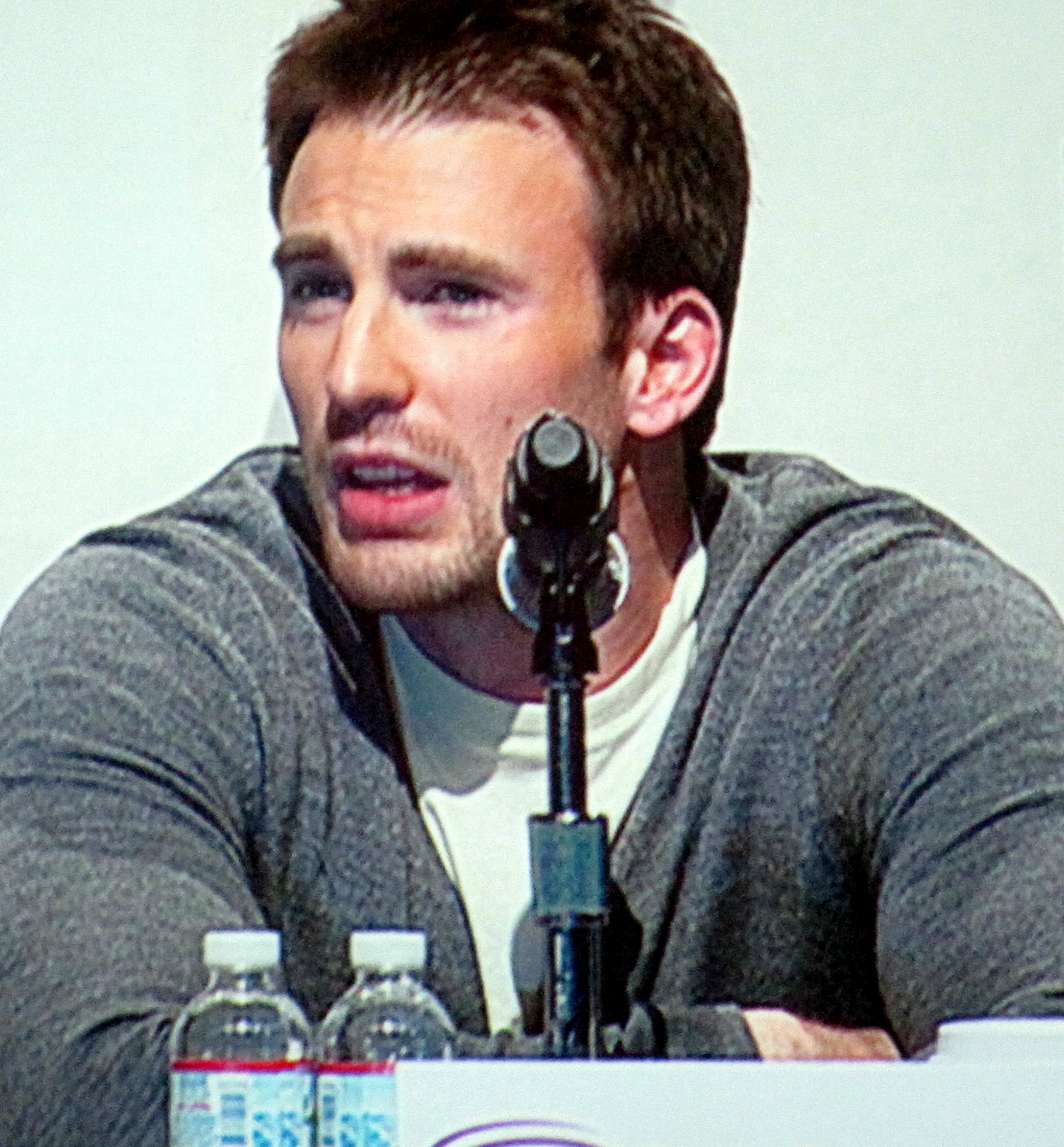
ایوانز در هیئت بازنده‌ها در ۲۰۱۰

در سال ۲۰۱۰، ایوانز در بازنده‌ها ساختهٔ سیلوین وایت حضور یافت. این فیلم اقتباسی از مجموعهٔ کتاب‌های کمیک به همین نام از نقش ورتیگوی دی‌سی کامیکس بود. ایوانز به ایفای نقش کاپیتان جیک جنسن مجذوب شد زیرا این شخصیت «خیلی جدی پا از حد نمی‌گذارد. او کسی است که نوعی زندگی را دوست دارد و او همیشه به دنبال یک شوخی است». اگرچه این فیلم نقدهای متفاوتی دریافت کرد، اما منتقد گاردین از بازیگران به دلیل «جذابیت شادی‌بخش» و آرامش کمیک ایوانز تعریف کرد. ایوانز سپس در اقتباس دیگر از کتاب کمیک به نام اسکات پیلگریم در برابر دنیا (۲۰۱۰) ساختهٔ ادگار رایت، که در آن او نقش لوکاس لی، یکی از هفت نامزد سابق شرور رامونا فلاورز را ایفا می‌کند، حضور یافت. این فیلم یک بمب گیشه بود، اما بازخوردهای مثبتی را از سوی منتقدان دریافت کرد و پس از آن موقعیتش به عنوان یک فیلم کالت تثبیت شد. او در درام سوراخ ساختهٔ مارک کاسن و آدام کاسن که در هیوستون، تگزاس فیلم‌برداری شد، ایفای نقش کرد. این فیلم نخستین بار در جشنواره فیلم ترایبکا ۲۰۱۱ به عنوان یکی از پروژه‌های مورد توجه در دهمین سالگرد جشنواره نمایش داده شد. ایوانز در سوراخ نقش غیر تخیلی مایک ویس را به تصویر می‌کشد که یک وکیل جوان و معتاد به مواد مخدر بود. فیلم پس از انتشار، پذیرش انتقادی تقسیم‌بندی‌شده‌ای دریافت کرد؛ لو لومنیک از نیویورک پست، علی‌رغم اشاره به نقاط ضعف در دیالوگ‌ها و داستان فرعی، نقش‌آفرینی‌های «یک‌نواخت» بازیگران را ستایش کرد. منتقد ای. وی. کلاب عقیده داشت که این فیلم «به ندرت موفق به تمرکز بر نقش [ویس] بود». سپس، ایوانز در کمدی عاشقانه شماره‌ات چنده؟، که اقتباسی از کتاب ۲۰ بار یک خانم نوشتهٔ کارین بوسناک بود، در مقابل آنا فاریس به ایفای نقش پرداخت. ناتان رابین، منتقد ای. وی. کلاب به فیلم نمرهٔ C+ داد و گفت که جاذبهٔ ایوانز و فاریس «چابک» بود.

### ۲۰۱۱–۲۰۱۷: کاپیتان آمریکا و آغاز کارگردانی

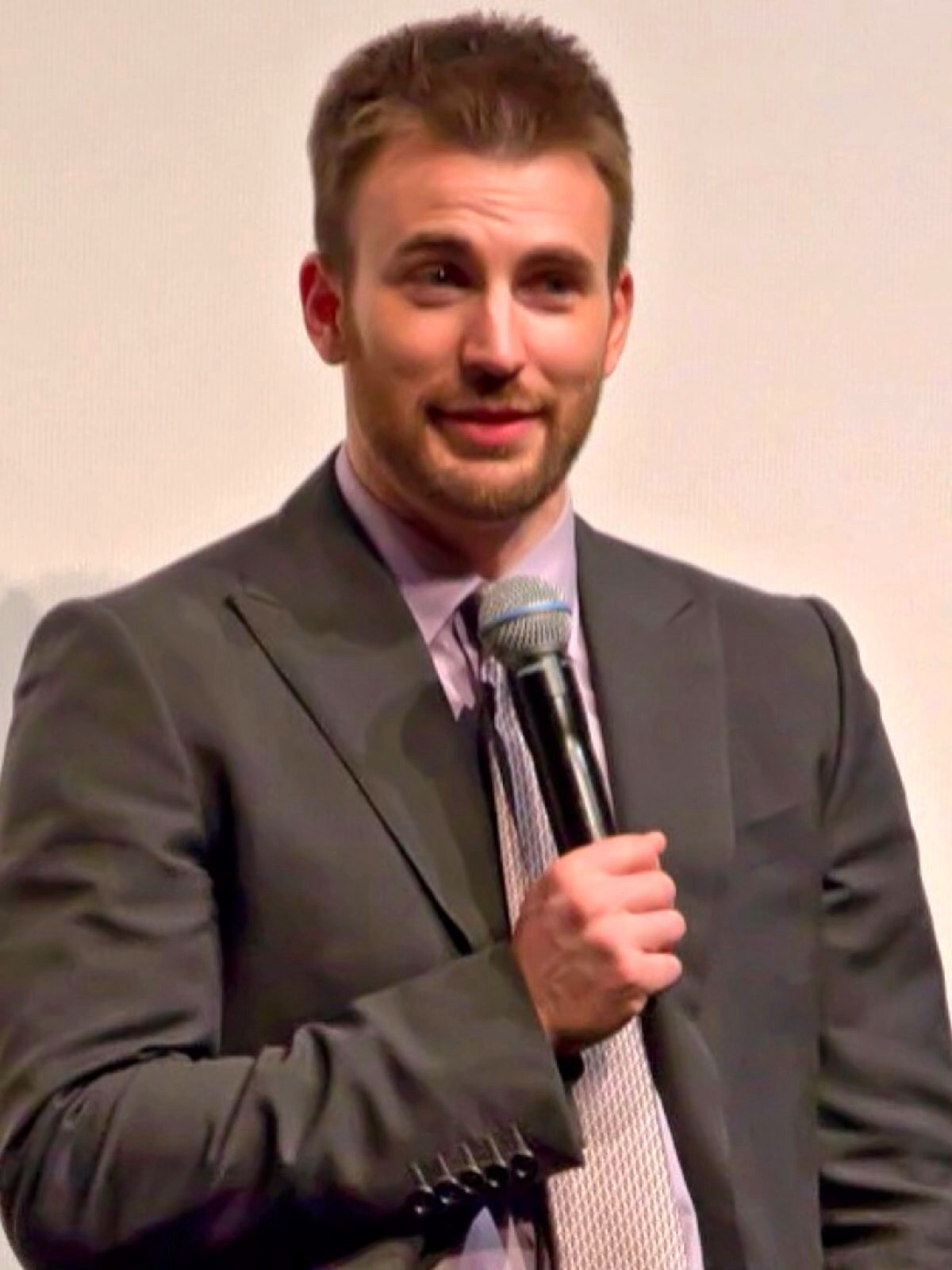
ایوانز در جشنواره بین‌المللی فیلم تورنتو ۲۰۱۲

در سال ۲۰۱۰، ایوانز برای ایفای نقش استیو راجرز / کاپیتان آمریکا، با مارول استودیوز قراردادی برای چندین فیلم امضا کرد. ایوانز در ابتدا این نقش را نپذیرفت، اما با رابرت داونی جونیور مشورت کرد و داونی او را برای به عهده گرفتن این نقش ترغیب کرد. با اصرار مارول، ایوانز این را پذیرفت و پس از آن به یک درمان گر مراجعه کرد. او شخصیت را برای تصویربرداری جالب دید و افزود، «"من فکر می‌کنم مارول در حال حاضر کارهای بسیار خوبی انجام می‌دهد». نخستین فیلمی که منتشر شد کاپیتان آمریکا: نخستین انتقام‌جو (۲۰۱۱) بود. داستان در مورد قهرمان اصلی است که به یک ابر سرباز به نام کاپیتان آمریکا تبدیل می‌شود و باید از شخصیت جمجمه سرخ در برابر دریافت مکعب کیهانی به عنوان منبع انرژی برای سلطه بر جهان جلوگیری کند. این فیلم از نظر انتقادی و تجاری موفقیت‌آمیز بود و بیش از ۳۷۰ میلیون دلار در گیشهٔ سراسر جهان فروش داشت. سیدنی مورنینگ هرالد در بازبینی مثبت خود عقیده داشت این فیلم «چرخشی تازه در تاریخچهٔ قرن ۲۰» است، و «رفتار بی پروا اما زیرکانهٔ» ایوانز را که در نقش او نمایان شده را تحسین کرد.
یک سال بعد، او بار دیگر شخصیت را در انتقام‌جویان، در کنار گروه بازیگران متشکل از رابرت داونی جونیور، مارک رافلو، کریس همسورث، اسکارلت جوهانسون و جرمی رنر ایفا کرد. این فیلم بلند موفقیت تجاری دیگری بود؛ انتقام‌جویان ۱٫۵۱۹ میلیارد دلار درآمد کسب کرد و به یکی از پرفروش‌ترین فیلم‌های تاریخ تبدیل شد. این فیلم در بازبینی جمعی راتن تومیتوز، بر اساس بیش از ۳۵۰ بازبینی، امتیاز ۹۲٪ را کسب کرد. انتقام‌جویان نامزد دریافت جایزهٔ اسکار برای بهترین جلوه‌های تصویری و همچنین نامزد دریافت جایزهٔ جایزهٔ فیلم بفتا برای بهترین جلوه‌های تصویری شد. او برای آخرین انتشار خود در سال ۲۰۱۲، در فیلم زندگی‌نامه‌ای آیسمن، در مورد قاتل ریچارد کوکلینسکی، نقش هیتمن، رابرت پرونگ را ایفا کرد. نقش ایوانز در ابتدا برای جیمز فرانکو در نظر گرفته شده بود، اما او پیش از آغاز فیلم‌برداری کنار رفت. ایوانز به منظور تغییر در این فیلم، کلاه گیس پوشید و ریش گذاشت. دیوید رونی که برای هالیوود ریپورتر می‌نویسد، از عملکرد همه جانبهٔ ایوانز — که برخلاف شخصیت کاپیتان آمریکا نبود — تعریف کرد.
ایوانز در فیلم برف‌شکن (۲۰۱۳) ساختهٔ بونگ جون-هو که بر پایهٔ رمان گرافیکی فرانسوی Le Transperceneige ساخته شده‌است، به ایفای نقش در ژانر علمی تخیلی بازگشت. بونگ در ابتدا تمایلی به انتخاب او نداشت اما با دیدن نقش‌آفرینی‌های ایوانز در آفتاب و سوراخ که جنبه‌ای «حساس» را نشان می‌داد، نظرش تغییر کرد. داستان در داخل قطار برف‌شکن هنگام سفر به دور دنیا رخ می‌دهد، که در حمل آخرین اعضای بشریت پس از یک تلاش ناموفق در مهندسی آب‌وهوا برای جلوگیری از گرمایش جهانی است. این فیلم مورد تحسین منتقدان قرار گرفت؛ منتقد مجلهٔ سلان نقش‌آفرینی بازیگران را «هیجان‌انگیز» توصیف کرد. برف‌شکن در چندین فهرست از بهترین فیلم‌های سال ۲۰۱۴ قرار گرفت، از جمله آثار کلاسیک گاردین در سینمای مدرن کرهٔ جنوبی.

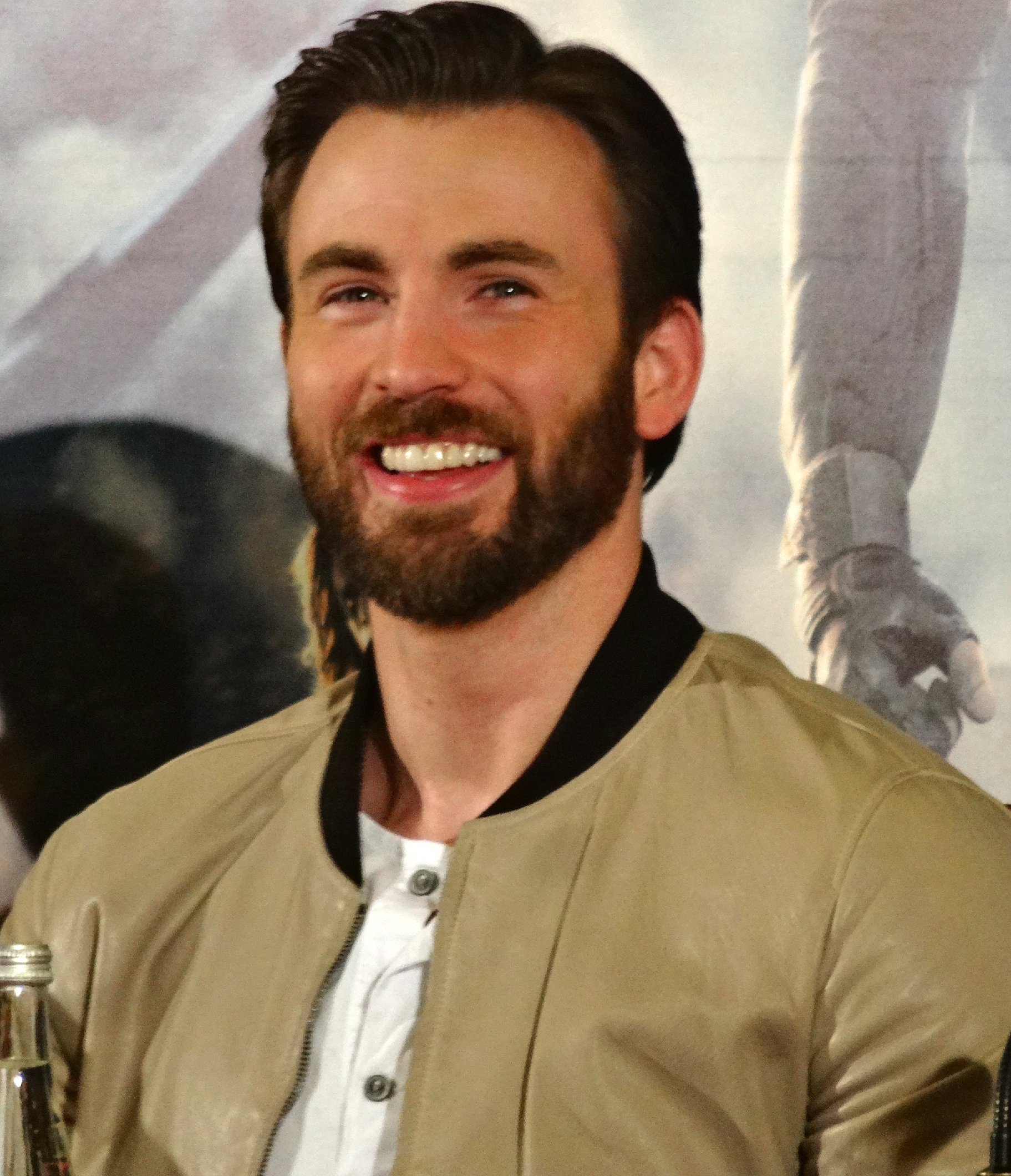
ایوانز در مصاحبه‌ای مطبوعاتی برای کاپیتان آمریکا: سرباز زمستان در ۲۰۱۴

در سال ۲۰۱۴، ایوانز در کاپیتان آمریکا: سرباز زمستان، دنبالهٔ کاپیتان آمریکا: نخستین انتقام‌جو ایفای نقش کرد. در این فیلم، کاپیتان آمریکا در حالی که در مقابل با قاتلی معروف به نام سرباز زمستان بود. برای کشف دسیسه‌ای در آژانس جاسوسی شیلد به ناتاشا رومانوف و فالکون می‌پیوندد. فیلم‌برداری اصلی در اوت ۲۰۱۳ آغاز شد؛ ایوانز با انجام سه ماههٔ تمرین‌های استقامتی و یادگیری تمام صحنه‌های مبارزه برای فیلم آماده شد. این فیلم مشابه فیلم نخست با استقبال تجاری خوبی روبه‌رو شد و ۷۱۴ میلیون دلار در سراسر جهان فروش کرد. پیتر هاول از تورنتو استار عقیده داشت علی‌رغم اینکه طرح داستانی «کمی بیش از حد پیچیده» است، ایوانز برای زنده کردن شخصیت کتاب کمیک «تأثیرگذار» بود. ایوانز گفته‌است که سرباز زمستان فیلم مورد علاقه او در مارول بود زیرا او شروع به درک شخصیت خود کرد و از همکاری با کارگردانان آنتونی و جو روسو لذت برد.
در مارس ۲۰۱۴، ایوانز گفت ممکن است قصد داشته باشد کمتر بازیگری کند تا بتواند روی کارگردانی تمرکز کند. در همان سال، او نخستین کارگردانی خود را در کمدی عاشقانهٔ پیش از آنکه برویم انجام داد، که در آن او نیز در کنار آلیس ایو ایفای نقش کرد. داستان این فیلم در مورد دو غریبه است که در ترمینال گراند سنترال با هم ملاقات می‌کنند و در یک شب پیوندی غیر جذاب ایجاد می‌کنند. این فیلن نخستین بار در جشنواره بین‌المللی فیلم تورنتو ۲۰۱۴ نمایش داده شد؛ منتقد نیویورک تایمز، بن کنینزبرگ عقیده داشت که این اثری متوسط است و جاذبهٔ بازیگران باعث تماشای آن می‌شود. در همان سال، او در کمدی عاشقانهٔ دیگری به نام بازی آرام نقش، در کنار میشل موناهن ایفای نقش کرد. سال بعد، او بار دیگر نقش کاپیتان آمریکا را در انتقام‌جویان: عصر اولتران، دنبالهٔ انتقام‌جویان در ۲۰۱۲ ایفا کرد. در سال ۲۰۱۶، او بار دیگر نقش خود را در کاپیتان آمریکا: جنگ داخلی، دنبالهٔ کاپیتان آمریکا: سرباز زمستان ادامه داد. هر دوی این فیلم‌ها با موفقیت در گیشه روبرو شده‌اند و به ترتیب ۱٫۴ و ۱٫۱ میلیارد دلار در جهان فروش داشته‌اند. هالیوود ریپورتر بعداً فهمید که حقوق او برای جنگ داخلی ۱۵ میلیون دلار بوده‌است.
ایوانز در درام خانوادگی با استعداد در سال ۲۰۱۷ ایفای نقش کرد؛ این درام در مورد یک کودک هفت سالهٔ تیزهوشی که موضوع نبرد حضانت بین عمویش (ایوانز) و مادربزرگش (با بازی لینزی دانکن) می‌شود. اگرچه فیلمبرداری آن در فلوریدا بود اما در جورجیا فیلم‌برداری شد تا از تشویق مالی سه میلیون دلاری این ایالت بهره‌مند شوند. این فیلم با بازخورد مطلوبی روبه‌رو شد؛ مجلهٔ امپایر عقیده داشت که ایوانز با وجود طرح داستانی قابل پیش‌بینی، نقش خود را با «محکومیت» ایفا کرد. در همان سال، او برای پیوستن به آکادمی علوم و هنرهای سینما دعوت شد.

### ۲۰۱۸–اکنون: آثار پس از انتقام‌جویان
در سال ۲۰۱۸، او در دنبالهٔ انتقام‌جویان: جنگ ابدیت و چهارمین دنباله در سال ۲۰۱۹، انتقام‌جویان: پایان بازی ایفای نقش کرد. این دو توسط آنتونی و جو روسو کارگردانی شده‌است؛ آن‌ها قصد فیلم‌برداری هم‌زمان این دو را داشتند اما به دلیل پیچیدگی‌ها این ایده را کنار گذاشتند. ایوانز تأیید کرد که او و اسکارلت جوهانسون فیلمنامهٔ کامل انتقام‌جویان: جنگ ابدیت را پیش از فیلم‌برداری ندیده‌اند و گفت، «ما برای دستیابی به متن فیلم‌نامه حقیقی مجبور به جنگ بودیم. آن‌ها نمایشنامه را روی آی‌پد به ما می‌دادند. این بسیار فریبکارانه بود.» در حالی که یواس‌ای تودی اظهار داشت که ایوانز و همبازی‌اش کریس همسورث «کولاکی برای تماشای» انتقام جویان: جنگ ابدیت هستند، منتقد مجلهٔ تایم فیلم را به دلیل نداشتن شیوه و مضمون انتقاد کرد. وقتی فیلم‌برداری انتقام‌جویان: پایان بازی را در اکتبر ۲۰۱۸ به پایان رساند، ایوانز توضیح داد که این فیلم احساسی است: «برای ماه آخر فیلم‌برداری هر روز به خودم اجازه می‌دادم مشغول باشم و کمی آشفته و دلتنگ و قدرشناس می‌شدم. تا آخرین روز، من داشتم بلند گریه می‌کردم. من خیلی راحت گریه می‌کنم، اما صراحتاً بلند گریه می‌کردم.» دنباله چهارم ۲٫۷ میلیارد دلار در جهان درآمد کسب کرد، و فیلم‌سازان از سوی رابی کولین از دیلی تلگراف برای ایجاد یکی از سرگرم‌کننده‌ترین فیلم‌ها در دنیای سینمایی مارول مورد ستایش قرار گرفتند.
ایوانز نخستین بار در نمایش لابی قهرمان، به کارگردانی تریپ کولمن در برادوی ایفای نقش کرد که در مارس ۲۰۱۸ در تئاتر تئاتر هیز به عنوان بخشی از نخستین فصل برادوی تئاتر سکند استیج آغاز به کار کرد. بن برنتلی از نیویورک تایمز آن را «نخستین نمایش فوق‌العاده در برادوی» نامید و عملکردش را «شگفتی برداشت خوشاید و پر سر و صدا» دانست. ایوانز برایش نامزد دریافت جایزهٔ لیگ دراما شد. در سال ۲۰۱۹، ایوانز در تریلر میعادگاه غوطه‌ور دریای سرخ از نتفلیکس نقش نمایندهٔ اسرائیلی موساد را ایفا کرد. این فیلم تا حدودی بر پایهٔ رویدادهای عملیات موسی و عملیات جوشوا در ۱۹۸۴–۸۵ ساخته شده‌است. فرانک شیک از هالیوود ریپورتر نقد و بررسی متفاوتی به فیلم داد؛ او عقیده داشت علی‌رغم مشاهده نقاط ضعف در روند و زمینهٔ فیلم، ایوانز یک نقش‌آفرینی «صادقانه» را ارائه داده‌است. سپس در همان سال، او در فیلم معمایی چاقوکشی ساختهٔ ریان جانسن، نقش رانسوم دریزدیل، یک دخترباز لوس، را ایفا کرد. چاقوکشی مورد تحسین منتقدان قرار گرفت و در سراسر جهان ۳۰۹ میلیون دلار درآمد کسب کرد.
در سال ۲۰۲۰، ایوانز در دفاع از جیکوب، مینی‌سریال درام جنایی از اپل تی‌وی پلاس بر پایهٔ رمانی به همین نام ایفای نقش کرد. او نقش اندی باربر، دستیار وکیل مدافع که پسرش به قتل متهم شده‌است را ایفا کرد. دانیل فاینبرگ از هالیوود ریپورتر با تحسین عملکرد ایوانز، اظهار داشت که او «استوار است و مقیاس درستی همدلی و ترس را انتقال می‌دهد».
ایوانز در پویانمایی لایت‌یر از دیزنی و پیکسار، صداپیشگی شخصیت باز لایتیر را بر عهده داشت و در کنار رایان گاسلینگ و آنا د آرماس در فیلم مرد خاکستری (۲۰۲۲) که به کارگردانی برادران روسو ساخته شده‌است، ایفای نقش کرد.

## زندگی شخصی

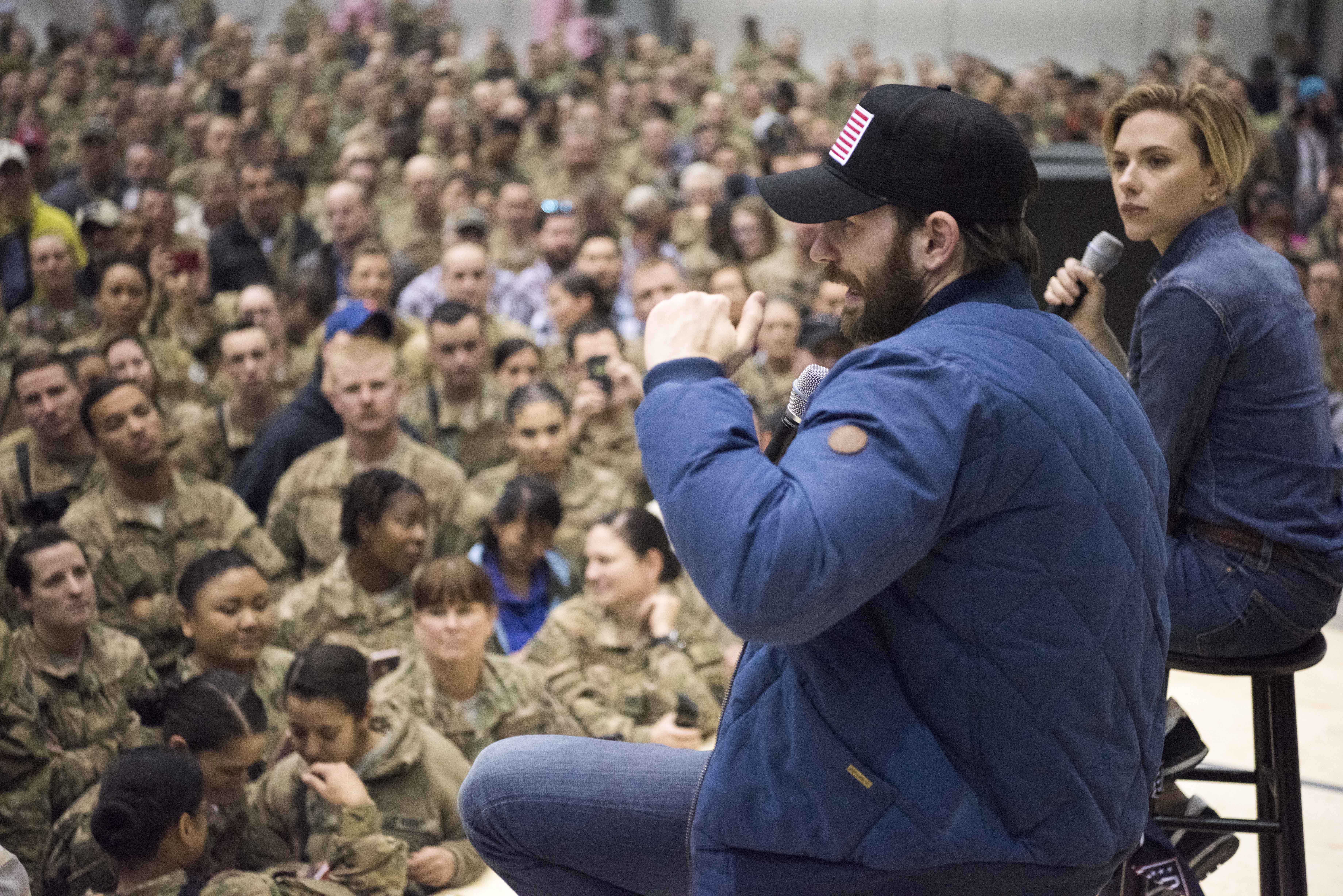
ایوانز و اسکارلت جوهانسون در تور uso در میدان هوایی بگرام، افغانستان در سال ۲۰۱۶

ایوانز دانش‌آموختهٔ آیین بودایی است. او یکی از طرفداران تیم نیو انگلند پتریوتس است و مجموعهٔ مستند بازی آمریکایی: تاریخچهٔ نیو انگلند پتریوتس در ۲۰۱۴ را روایت کرد. ایوانز هنگام فیلم‌برداری با استعداد در سال ۲۰۱۵، سگی به نام داجر را از یک پناهگاه محلی حیوانات پذیرفت.

### دیدگاه‌های سیاسی
ایوانز با تأیید حمایت خود از ازدواج همجنسگرایان در سال ۲۰۱۲، اظهار داشت: «این دیوانه‌وار است که در این روزگار از حقوق شهروندی محروم می‌شوند. این شرم آور و دلخراش است. ناگفته نماند که من کاملاً از ازدواج همجنس‌گرایان حمایت می‌کنم. ده سال دیگر شرمنده خواهیم شد که این یک مسئله بود.» در اوت ۲۰۱۶، او از ادامهٔ اجرای دادستان کل ماساچوست ماورا هیلی در ممنوعیت استفاده از سلاح‌های حمله توسط این ایالت حمایت کرد. ایوانز در انتخابات ریاست‌جمهوری سال ۲۰۱۶ از هیلاری کلینتون حمایت کرد و از ریاست‌جمهوری دونالد ترامپ انتقاد کرد.
پس از تصویب قانون حفاظت از حیات انسانی در مه ۲۰۱۹ توسط آلاباما، که تقریباً منع کامل سقط جنین در این ایالت را وضع می‌کند، ایوانز این لایحه را «کاملاً باورنکردنی» خواند و نوشت: «اگر نگران رو در برابر وید نیستید، شما توجه نمی‌کنید.» در ژوئیه سال ۲۰۲۰، او وب‌سایتی را راه‌اندازی کرد که مصاحبه‌های کوتاهی از مقامات منتخب آمریکا در مورد مسائل سیاسی را با هدف ارائهٔ «هر دو دیدگاه دموکرات‌ها و جمهوری‌خواه‌ها در مورد ده‌ها موضوع در فضای سیاسی» منتشر می‌کند. در ماه اکتبر، ایوانز در یک برنامه جمع‌آوری کمک مالی مجازی در حمایت از جو بایدن در کارزار انتخاباتی ریاست جمهوری خود در سال ۲۰۲۰ شرکت کرد. او مایا ویلی را در انتخابات شهردار نیویورک در سال ۲۰۲۱ تأیید کرد.

### بشردوستی
ایوانز یکی از حامیان مؤسسهٔ خیریهٔ پناهگاه کریستوفر است که مسکن خانواده‌های مبتلا به سرطان دوران کودکی را تأمین می‌کند و در جمع‌آوری کمک‌های مالی به نفع سازمان شرکت کرده‌است. در سال ۲۰۱۵، او و کریس پرت، بازیگر پس از یک شرط‌بندی، با بیماران بیمارستان کودکان سیاتل دیدار کردند که در نهایت کمک‌های مالی برای بیمارستان و همچنین پناهگاه کریستوفر جمع‌آوری شد. در ماه مه سال ۲۰۲۰، ایوانز اقدام به جمع‌آوری کمک‌های مالی مجازی با همکاری هم‌بازی‌های انتقام‌جویان خود کرد تا به تعدادی از بانک‌های غذایی کمک کنند. سال بعد، او با قرار گرفتن در سومین دورهٔ مسابقات خیریه فوتبال فانتزی با هم‌بازی‌های انتقام‌جویان خود، ۸۰٬۰۰۰ دلار برای پناهگاه کریستوفر کسب کرد.